# هيو وارد (لاعب كرة قدم)
هيو وارد (بالإنجليزية: Hugh Ward)‏ هو لاعب كرة قدم ومدرب كرة قدم بريطاني في مركز الهجوم، ولد في 9 مارس 1970 في دمبارتون في المملكة المتحدة. لعب مع نادي كلايدبانك ‏.